# Dekapolisz

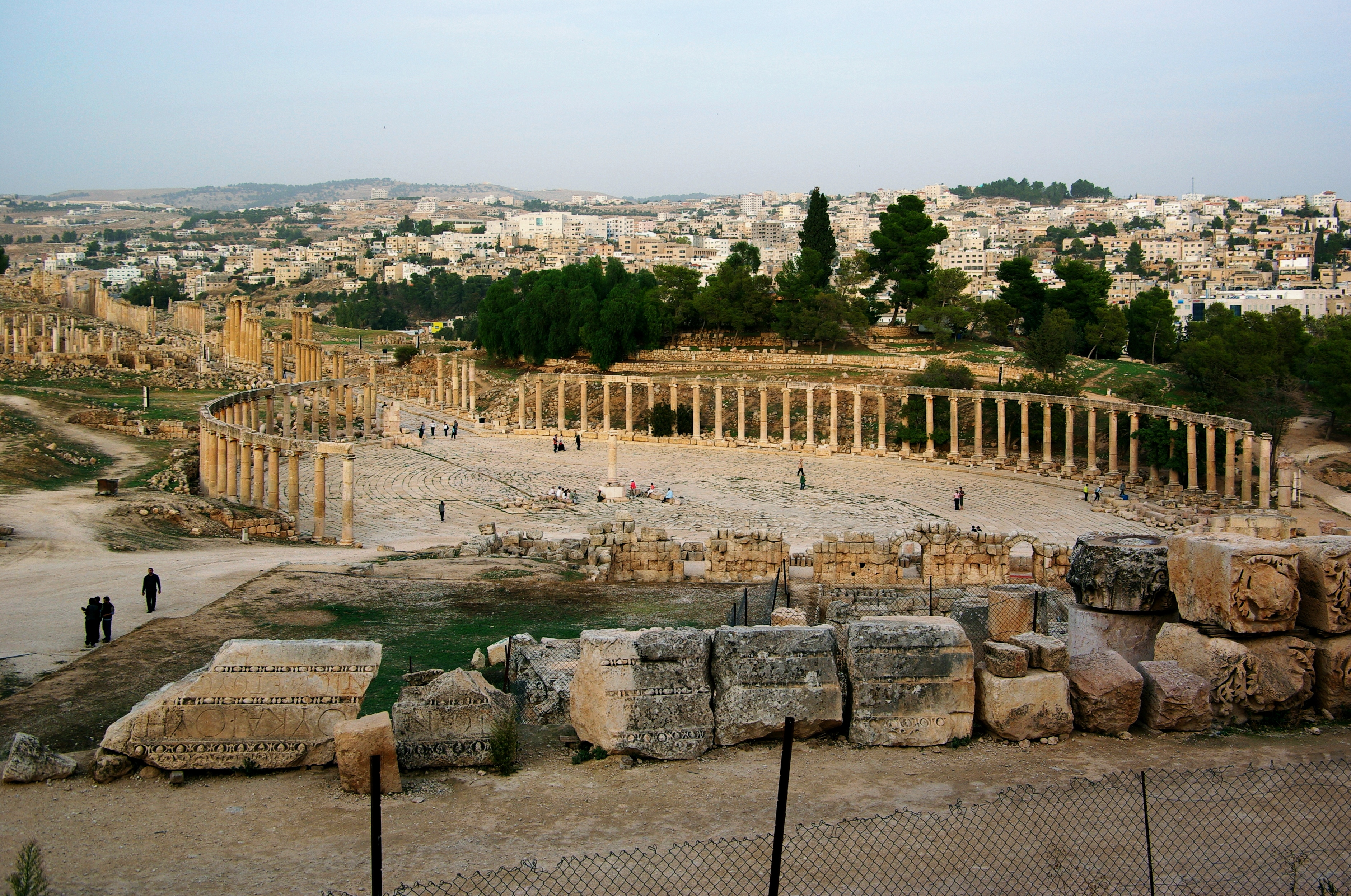
Gerasza ovális fóruma és a cardo

Dekapolisz (görögül: deka, tíz; polisz, város) tíz város csoportja volt a Római Birodalom keleti határvidékén, a mai Jordánia, Szíria és Izrael területén. A tíz város nem alkotott igazgatási egységet (mindegyikük bizonyos autonómiával rendelkezett, de valószínűleg szövetségben álltak), hanem nyelvi, kulturális, földrajzi értelemben sorolhatók egy csoportba. A Dekapolisz városai a görög és római kultúra központjai voltak az egyébként szemita (nabateus, arámi és héber) kultúrájú térségben. A szíriai Damaszkusz és Kanavát, illetve az izraeli Bet-Seán kivételével a Dekapolisz összes városa a mai Jordánia területére esik.

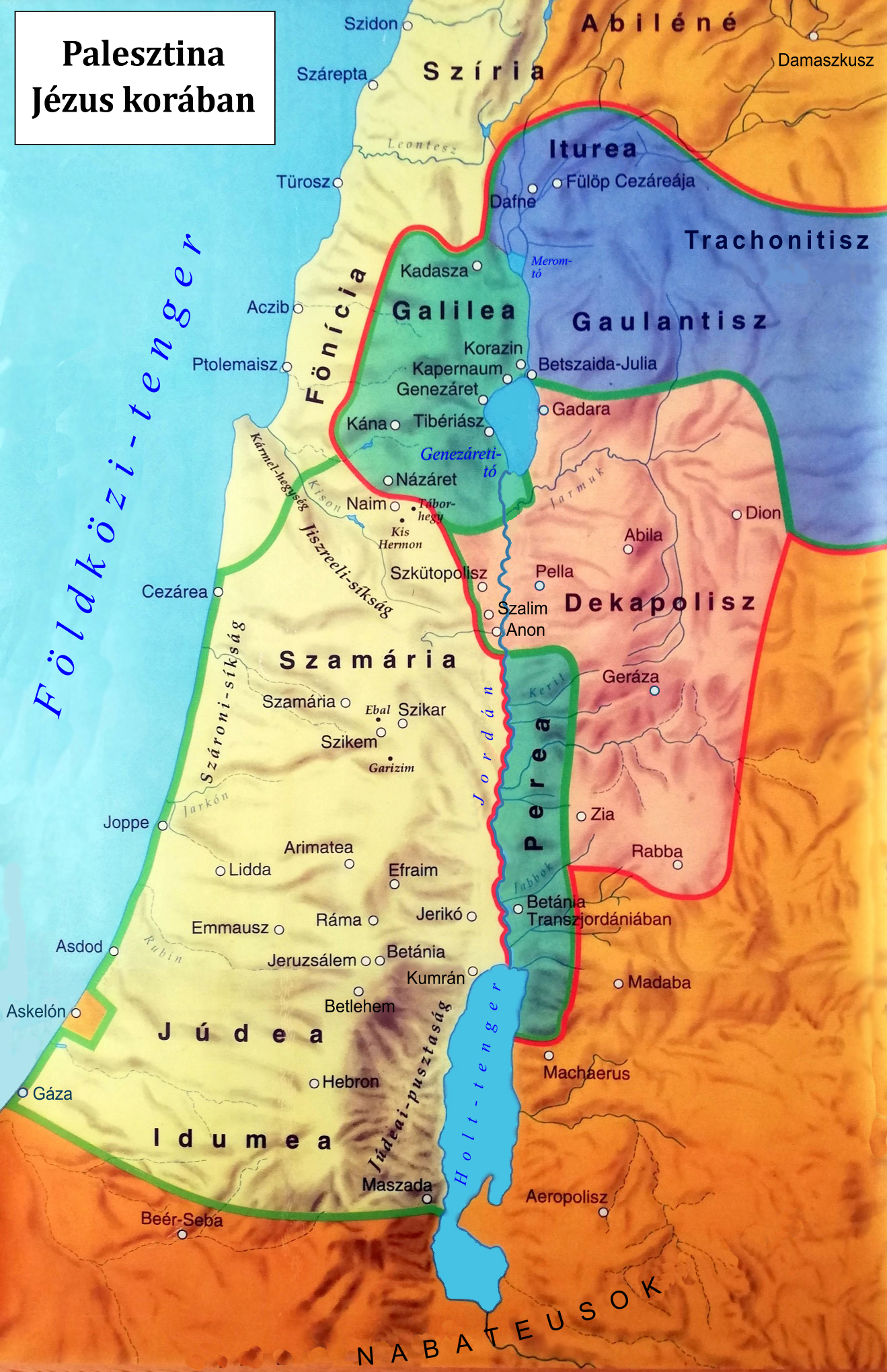
Palesztina Jézus korában

## A városok
Hagyományosan az idősebb Plinius Naturalis Historiájában szereplő tíz várost sorolják Dekapoliszhoz:
1. Gerasza (vagy Gerasa), (Dzseras)
2. Szküthopolisz (vagy Scythopolis), (Beth-Shean), az egyetlen mely a Jordán-folyótól nyugatra fekszik.
3. Hipposz (vagy Hippos), (Hippus vagy Sussita)
4. Gadara (Umm Kajsz)
5. Pella (Az Irbid folyó keleti partján)
6. Philadelphia, a mai Ammán, Jordánia fővárosa.
7. Dion
8. Kanatha (vagy Canatha) (Kanavát)
9. Raphana
10. Damaszkusz, a mai Szíria fővárosa – a többitől jelentősen északabbra található, így valószínű, hogy csak „tiszteletbeli tag” volt

Más források akár tizennyolc, tizenkilenc görög-római várost is a Dekapoliszhoz sorolnak, különösen Abilát említik gyakran a csoport tagjaként.

## Hellén korszak
Damaszkusz kivételével a Dekapolisz városait a hellenisztikus civilizáció korszakában, Nagy Sándor halála (I. e. 323) és Szíria, illetve Júdea római meghódítása (I. e. 63) között alapították. Néhányat a Júdeát is magába foglaló Egyiptom fölött uralkodó Ptolemaida dinasztia idején alapítottak (I. e. 198-ig), másokat később, amikor már a Szeleukida Birodalom uralta a régiót. Egyes városok (pl. Antiokhia Hipposz) hivatalos neve is tartalmazott utalást az uralkodó dinasztiára („Antiokhia”, „Szeleukia”). Ezek a városok alapításuktól görögök voltak, berendezkedésük a görög poliszt mintázta.
A Dekapolisz vidéke olyan terület volt, ahol két kultúra kölcsönösen hatott egymásra: a görög gyarmatosító és a bennszülött szemita kultúra. Ez konfliktusok forrása is volt. A görög lakosokat megdöbbentette a szemita körülmetélés gyakorlata, míg az őslakos szemitákat felháborította, hogy a görögök elfogadják  és más egyéb, szokatlan szexuális viselkedésformákat.
Ugyanakkor volt kulturális keveredés és kölcsönzés a Dekapolisz térségében. A városok központi szerepet játszottak a görög kultúra terjesztésében. Némely helyi istenséget azonosítottak Zeuszszal, a görög főistennel. A gyarmatosítók adaptálták a szemita hitvilág más isteneit is, például főniciai istenségeket és a nabateus főistent, Dusarát is. Hellenizált nevén Duszáreszként tisztelték. A szemita istenek kultuszát a városokból előkerült pénzérmék feliratai is bizonyítják.
A hellén időkben a városok élesen elkülönülnek a környező tartománytól a görög kultúrájuk révén. Josephus Flavius megnevez közülük jó néhány idegen (nem zsidó) várost a római hódítás előtti Júdeában. A „Dekapolisz” kifejezés esetleg már a hellén korszakban is használatos volt e városokra, azonban leginkább a római hódítás utáni periódussal kapcsolatos.
Pompeius I. e. 63-ban hódította meg Júdeát. A Dekapolisz népe ezt a hasmoneus zsidó királyság uralma alóli felszabadulásként élte meg. A városok ezt az évet tették meg (pompeiusinak nevezett) időszámításuk kezdő évének. Ezt a naptárat a térségben még a Bizánci Birodalom korában is használták. Ez az az időszak, amitől a történészek a régiót és a városokat „Dekapolisznak” nevezik.

## A római Dekapolisz

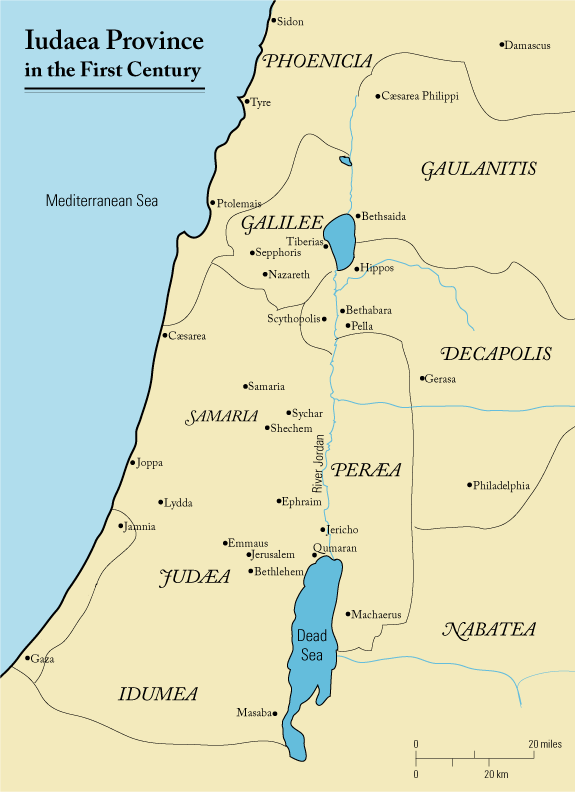
Dekapolisz régió és környéke az 1. században

A római uralkodók terjeszteni akarták a kultúrát a római birodalom legtávolabbi területein is mely abban az időben magába foglalta Palesztinát is. Ezért elősegítették e tíz város fejlődését bizonyos politikai autonómia engedélyezésével Róma védelmező szféráján belül. Minden város polisz-ként működött, azaz mint városállam, saját törvénykezéssel a környező térség felett. Mindegyik város saját pénz érmét vert. A tíz város sok-sok érmén felismerhető a "autonóm", "szabad", "szuverén", "szentelt" kifejezés mely céloz valamiképp a város önkormányzási státuszára.
A római kultúra erősen rányomta bélyegét mindegyik városra. Végül mindegyik újjáépült római stílusú utca hálózattal a központi cardo vagy/és decumanus körül. A rómaiak szponzoráltak és építettek számos templomot és középületet. A birodalmi kultusz, a Római császár imádata közös gyakorlat egészen Dekapolisz szerte és jellemző tulajdonság volt mely a különböző városokat összekapcsolta. A császárnak szentelt, kisebb fajta templom (neve Kalybe) egyedülálló a tartományban.
A városok szintén élvezhették az erős kereskedelmi köteléket, melyet elősegített  az új római utak hálózata. Ez vezetett a mai "föderáció" vagy "szövetség" általános megállapításához. A Dekapolisz valószínűleg soha sem volt hivatalosan politikai vagy gazdasági unió, hanem sokkal inkább városállamok csoportja melyek különleges önállóságot élveztek a korai római uralom alatt.
Az Újszövetségben Máté, Márk, és Lukács evangéliumában említett Dekapolisz vidék Jézus szolgálatának helyszíne. A Dekapolisz vidék az egyike azon kevés területek közül, ahol nem a zsidók voltak többségben, bár Jézus tanításaival inkább a zsidókra fókuszált. Az Újszövetség evangéliumai szerint Jézus itt tisztított meg egy ördögöktől megszállt embert (más verzióban két megszállottat), aki beszámíthatatlan magatartásával fenyegette a vidék lakóit. Csodatette ellenére a környékbeliek távozásra kérték Jézust, mert ez a szokatlan dolog inkább félelmet váltott ki belőlük, azonfelül jelentős káruk származott belőle, mert a kikergetett ördögök egy disznócsordát szálltak meg, amely megvadulva a közeli vízbe vetette magát és elpusztult.

## Későbbi évek

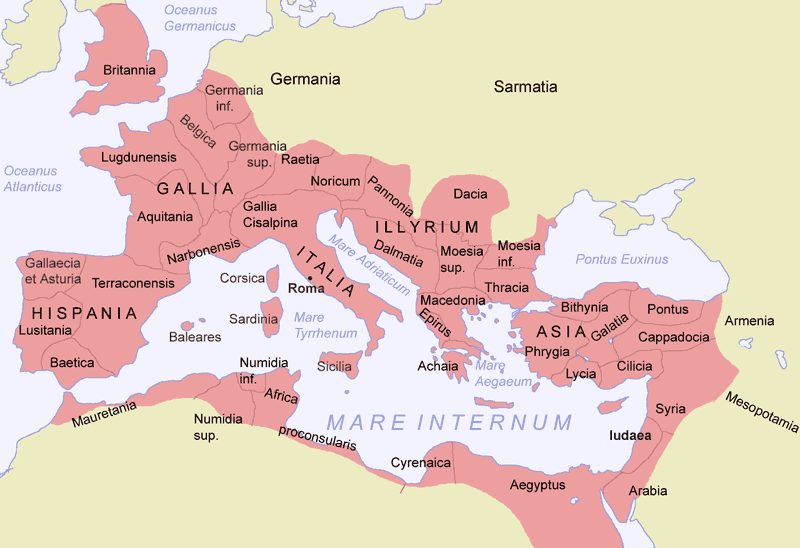
Délkeleten Szíria, Palesztina és Arábia, a Római provinciák

A „Dekapolisz” kifejezés kiment a divatból miután Traianus császár a 2. században hozzácsatolta a meghódított Arábia területét a Római birodalomhoz. Az új provincia a Jordántól keletre volt, így a Dekapolisz  már nem tartozott a görög-római kultúra frontvonalába. Továbbá a városok csoportjai különböző római provinciák területére estek: Syria, Palestina Secunda és Arábia.  Azonban Dekapolisz megmaradt római kelet fontos kulturális régiójának, még akkor is, ha a kifejezést már nem használták. A városok folytatták az elkülönülést, például különböztek a saját Pompeius naptárjuk használatával. A történészek és régészek gyakran beszélnek a Dekapolisz városokról és Dekapolisz régióról még akkor is ha ezen városok későbbi időszakaira hivatkoznak.
A Római és Bizánci Birodalomban a Dekapolisz régióra hatással van és fokozatosan át is veszi a kereszténységet. Néhány város fogékonyabb az új vallásra mint a többi. Pella volt a bázisa néhány legkorábbi egyházi vezetőnek 
(Kaiszareiai Euszebiosz jelenti, hogy a tizenkét apostol menekült oda, megszökvén a Nagy Zsidó Lázadás elől.) Más városokban a pogányság kitart sokáig a Bizánci érában. A végül a régió mégis teljességgel kereszténnyé válik és a városok többsége püspökök székhelyéül szolgál.
A legtöbb város megmarad a késői római és bizánci időkben. Néhányat ugyan elhagynak lakói az Omajjád Kalifátus 641-es palesztinai hódítása utáni években, de a többi város továbbra is sokáig lakott marad az Iszlám korszakában.

## Ásatások
Gerasza és Bet She'an (Szküthopolisz) fennmaradt, mint város, míg Damaszkusz és Amman (Philadelphia) fontos fővárossá váltak. A huszadik század régészei beazonosították a többi város többségét is és a legtöbbjében jelentős ásatások folytak, illetve folynak jelenleg.
A területen az ókor leghosszabb vízvezetékrendszerét (160 km) tárták fel.  A hatalmas projekt a Tízváros vízigényét volt hivatott biztosítani.